# Campeonato Mundial de Patinação Artística no Gelo de 1996
O Campeonato Mundial de Patinação Artística no Gelo de 1996 foi a octogésima sexta edição do Campeonato Mundial de Patinação Artística no Gelo, um evento anual de patinação artística no gelo organizado pela União Internacional de Patinação (em inglês:  International Skating Union) onde os patinadores artísticos competem pelo título de campeão mundial. A competição foi disputada entre os dias 17 de março e 24 de março, na cidade de Edmonton, Alberta, Canadá.

## Eventos
- Individual masculino
- Individual feminino
- Duplas
- Dança no gelo

## Medalhistas
| Evento                        | Ouro                                     | Prata                                        | Bronze                                    |
| Individual masculino detalhes | Todd Eldredge · Estados Unidos           | Ilia Kulik · Rússia                          | Rudy Galindo · Estados Unidos             |
| Individual feminino detalhes  | Michelle Kwan · Estados Unidos           | Chen Lu · China                              | Irina Slutskaya · Rússia                  |
| Duplas detalhes               | Marina Eltsova · Andrei Bushkov · Rússia | Mandy Wötzel · Ingo Steuer · Alemanha        | Jenni Meno · Todd Sand · Estados Unidos   |
| Dança no gelo detalhes        | Oksana Grishuk · Evgeni Platov · Rússia  | Angelika Krylova · Oleg Ovsyannikov · Rússia | Shae-Lynn Bourne · Victor Kraatz · Canadá |

## Resultados

### Individual masculino
| Pos.                                | Nome                   | Nacionalidade    | Pontos | QA | QB | PC | PL |
| ----------------------------------- | ---------------------- | ---------------- | ------ | -- | -- | -- | -- |
| Medalha de ouro                     | Todd Eldredge          | Estados Unidos   | 2.0    |    |    | 2  | 1  |
| Medalha de prata                    | Ilia Kulik             | Rússia           | 2.5    |    |    | 1  | 2  |
| Medalha de bronze                   | Rudy Galindo           | Estados Unidos   | 6.0    | 1  |    | 4  | 4  |
| 4                                   | Elvis Stojko           | Canadá           | 6.5    |    |    | 7  | 3  |
| 5                                   | Alexei Urmanov         | Rússia           | 6.5    |    |    | 3  | 5  |
| 6                                   | Viacheslav Zagorodniuk | Ucrânia          | 10.0   |    |    | 8  | 6  |
| 7                                   | Éric Millot            | França           | 12.0   |    |    | 6  | 9  |
| 8                                   | Andrejs Vlascenko      | Alemanha         | 13.5   |    | 4  | 11 | 8  |
| 9                                   | Philippe Candeloro     | França           | 15.0   |    |    | 16 | 7  |
| 10                                  | Daniel Hollander       | Estados Unidos   | 16.5   | 2  |    | 13 | 10 |
| 11                                  | Michael Shmerkin       | Israel           | 17.0   | 7  |    | 12 | 11 |
| 12                                  | Thierry Cerez          | França           | 19.5   |    | 5  | 15 | 12 |
| 13                                  | Takeshi Honda          | Japão            | 20.0   |    | 1  | 14 | 13 |
| 14                                  | Cornel Gheorghe        | Romênia          | 20.0   | 5  |    | 10 | 15 |
| 15                                  | Steven Cousins         | Reino Unido      | 20.5   |    |    | 5  | 18 |
| 16                                  | Dmitri Dmitrenko       | Ucrânia          | 23.5   | 4  |    | 9  | 19 |
| 17                                  | Sébastien Britten      | Canadá           | 24.0   |    | 2  | 20 | 14 |
| 18                                  | Szabolcs Vidrai        | Hungria          | 25.0   |    | 7  | 18 | 16 |
| 19                                  | Michael Tyllesen       | Dinamarca        | 25.5   |    | 3  | 17 | 17 |
| 20                                  | Neil Wilson            | Reino Unido      | 31.0   | 6  |    | 22 | 20 |
| 21                                  | Patrick Schmit         | Luxemburgo       | 32.5   |    | 10 | 23 | 21 |
| 22                                  | Fabrizio Garattoni     | Itália           | 32.5   |    | 6  | 21 | 22 |
| 23                                  | Robert Grzegorczyk     | Polônia          | 35.5   | 9  |    | 19 | 23 |
| 24                                  | Alexander Mourashko    | Bielorrússia     | 36.0   | 10 |    | 24 | 24 |
| Não avançaram para o programa livre |                        |                  |        |    |    |    |    |
| 25                                  | Patrick Meier          | Suíça            |        | 11 |    | 25 |    |
| 26                                  | Zhengxin Guo           | China            |        | 3  |    | 26 |    |
| 27                                  | Marcus Christensen     | Canadá           |        |    | 8  | 27 |    |
| 28                                  | Margus Hernits         | Estônia          |        |    | 9  | 28 |    |
| 29                                  | Youri Litvinov         | Cazaquistão      |        | 8  |    | 29 |    |
| WD                                  | Florian Tuma           | Áustria          |        |    | 11 | —  |    |
| Não avançaram para o programa curto |                        |                  |        |    |    |    |    |
| 31                                  | Markus Leminen         | Finlândia        |        | 12 |    |    |    |
| 31                                  | Radek Horak            | República Tcheca |        |    | 12 |    |    |
| 33                                  | Ivan Dinev             | Bulgária         |        | 13 |    |    |    |
| 33                                  | Róbert Kažimír         | Eslováquia       |        |    | 13 |    |    |
| 35                                  | Kyu-Hyun Lee           | Coreia do Sul    |        | 14 |    |    |    |
| 35                                  | Jan Čejvan             | Eslovênia        |        |    | 14 |    |    |
| 37                                  | Zoltan Koszegi         | Hungria          |        | 15 |    |    |    |
| 37                                  | Ricardo Olavarrieta    | México           |        |    | 15 |    |    |
| 39                                  | Stephen Carr           | Austrália        |        | 16 |    |    |    |
| 39                                  | Robert Ward            | África do Sul    |        |    | 16 |    |    |
| 41                                  | Jordi Pedro            | Espanha          |        | 17 |    |    |    |
| 41                                  | Aramayis Grigorian     | Armênia          |        |    | 17 |    |    |

### Individual feminino
| Pos.                                | Nome               | Nacionalidade    | Pontos | QA | QB | PC | PL |
| ----------------------------------- | ------------------ | ---------------- | ------ | -- | -- | -- | -- |
| Medalha de ouro                     | Michelle Kwan      | Estados Unidos   | 1.5    |    |    | 1  | 1  |
| Medalha de prata                    | Chen Lu            | China            | 3.0    |    |    | 2  | 2  |
| Medalha de bronze                   | Irina Slutskaya    | Rússia           | 4.5    |    |    | 3  | 3  |
| 4                                   | Maria Butyrskaya   | Rússia           | 6.0    |    | 1  | 4  | 4  |
| 5                                   | Surya Bonaly       | França           | 8.5    |    |    | 7  | 5  |
| 6                                   | Tanja Szewczenko   | Alemanha         | 8.5    |    | 3  | 5  | 6  |
| 7                                   | Midori Ito         | Japão            | 10.0   | 1  |    | 6  | 7  |
| 8                                   | Tonia Kwiatkowski  | Estados Unidos   | 12.5   |    | 4  | 9  | 8  |
| 9                                   | Julia Vorobieva    | Azerbaijão       | 13.0   |    | 2  | 8  | 9  |
| 10                                  | Hanae Yokoya       | Japão            | 15.5   |    |    | 11 | 10 |
| 11                                  | Krisztina Czakó    | Hungria          | 18.0   | 3  |    | 12 | 12 |
| 12                                  | Elena Liashenko    | Ucrânia          | 19.0   |    |    | 10 | 14 |
| 13                                  | Tatiana Malinina   | Uzbequistão      | 21.5   | 5  |    | 13 | 15 |
| 14                                  | Vanessa Gusmeroli  | França           | 22.0   |    | 9  | 18 | 13 |
| 15                                  | Tara Lipinski      | Estados Unidos   | 22.5   | 2  |    | 23 | 11 |
| 16                                  | Lenka Kulovaná     | República Tcheca | 24.5   |    | 6  | 17 | 16 |
| 17                                  | Julia Lavrenchuk   | Ucrânia          | 25.0   |    | 11 | 16 | 17 |
| 18                                  | Mojca Kopač        | Eslovênia        | 25.5   |    | 7  | 15 | 18 |
| 19                                  | Lucinda Ruh        | Suíça            | 29.0   |    | 8  | 20 | 19 |
| 20                                  | Meijia Lu          | China            | 29.0   | 4  |    | 14 | 22 |
| 21                                  | Jennifer Robinson  | Canadá           | 32.0   |    | 5  | 24 | 20 |
| 22                                  | Stephanie Main     | Reino Unido      | 32.0   | 12 |    | 22 | 21 |
| 23                                  | Maria Nikitochkina | Bielorrússia     | 32.5   |    | 12 | 19 | 23 |
| 24                                  | Silvia Fontana     | Itália           |        | 7  |    | 24 |    |
| Não avançaram para o programa livre |                    |                  |        |    |    |    |    |
| 25                                  | Zuzanna Szwed      | Polônia          |        |    | 10 | 25 |    |
| 26                                  | Marta Andrade      | Espanha          |        | 10 |    | 26 |    |
| 27                                  | Helena Grundberg   | Suécia           |        | 8  |    | 27 |    |
| 28                                  | Sofia Penkova      | Bulgária         |        | 11 |    | 28 |    |
| 29                                  | Ivana Jakupcevic   | Croácia          |        | 9  |    | 29 |    |
| 30                                  | Denise Jaschek     | Áustria          |        | 6  |    | 30 |    |
| Não avançaram para o programa curto |                    |                  |        |    |    |    |    |
| 31                                  | Alma Lepina        | Letônia          |        | 13 |    |    |    |
| 31                                  | Miriam Manzano     | Austrália        |        |    | 13 |    |    |
| 33                                  | Hyung-Kyung Choi   | Coreia do Sul    |        | 14 |    |    |    |
| 33                                  | Véronique Fleury   | França           |        |    | 14 |    |    |
| 35                                  | Marta Chisu        | Romênia          |        | 15 |    |    |    |
| 35                                  | Shirene Human      | África do Sul    |        |    | 15 |    |    |
| 37                                  | Ja-Lin Weng        | Taipé Chinesa    |        |    | 16 |    |    |

### Duplas
| Pos.              | Nome                                      | Nacionalidade    | Pontos | PC | PL |
| ----------------- | ----------------------------------------- | ---------------- | ------ | -- | -- |
| Medalha de ouro   | Marina Eltsova / Andrei Bushkov           | Rússia           | 2.0    | 2  | 1  |
| Medalha de prata  | Mandy Wötzel / Ingo Steuer                | Alemanha         | 2.5    | 1  | 2  |
| Medalha de bronze | Jenni Meno / Todd Sand                    | Estados Unidos   | 5.5    | 5  | 3  |
| 4                 | Evgenia Shishkova / Vadim Naumov          | Rússia           | 5.5    | 3  | 4  |
| 5                 | Oksana Kazakova / Artur Dmitriev          | Rússia           | 7.0    | 4  | 5  |
| 6                 | Kyoko Ina / Jason Dungjen                 | Estados Unidos   | 10.0   | 8  | 6  |
| 7                 | Kristy Sargeant / Kris Wirtz              | Canadá           | 10.0   | 6  | 7  |
| 8                 | Michelle Menzies / Jean-Michel Bombardier | Canadá           | 13.0   | 10 | 8  |
| 9                 | Elena Belousovskaya / Sergei Potalov      | Ucrânia          | 13.5   | 9  | 9  |
| 10                | Shelby Lyons / Brian Wells                | Estados Unidos   | 15.5   | 11 | 10 |
| 11                | Sarah Abitbol / Stéphane Bernadis         | França           | 15.5   | 7  | 12 |
| 12                | Danielle McGrath / Stephen Carr           | Austrália        | 17.0   | 12 | 11 |
| 13                | Dorota Zagórska / Mariusz Siudek          | Polônia          | 21.5   | 15 | 14 |
| 14                | Silvia Dimitrova / Rico Rex               | Alemanha         | 21.5   | 13 | 15 |
| 15                | Xue Shen / Hongbo Zhao                    | China            | 22.0   | 18 | 13 |
| 16                | Lesley Rogers / Michael Aldred            | Reino Unido      | 24.0   | 16 | 16 |
| 17                | Marina Khaltourina / Andrei Krioukov      | Cazaquistão      | 25.5   | 17 | 17 |
| 18                | Line Haddad / Sylvain Prive               | França           | 26.0   | 14 | 19 |
| 19                | Elaine Asanakis / Joel McKeever           | Grécia           | 28.0   | 20 | 18 |
| 20                | Veronika Joukalova / Otto Dlabola         | República Tcheca | 29.5   | 19 | 20 |
| 21                | Anna Kaverzina / Gennadi Emelianenko      | Bielorrússia     | 31.5   | 21 | 21 |
| 22                | Jekaterina Nekrassova / Valdis Mintals    | Estônia          | 33.5   | 23 | 22 |
| 23                | Olga Bogouslavska / Juri Salmonov         | Letônia          | 34.0   | 22 | 23 |

### Dança no gelo
| Pos.                              | Nome                                      | Nacionalidade    | Pontos | CD1 | CD2 | DO | DL |
| --------------------------------- | ----------------------------------------- | ---------------- | ------ | --- | --- | -- | -- |
| Medalha de ouro                   | Pasha Grishuk / Evgeni Platov             | Rússia           | 2.0    | 1   | 1   | 1  | 1  |
| Medalha de prata                  | Anjelika Krylova / Oleg Ovsyannikov       | Rússia           | 4.0    | 2   | 2   | 2  | 2  |
| Medalha de bronze                 | Shae-Lynn Bourne / Victor Kraatz          | Canadá           | 6.0    | 3   | 3   | 3  | 3  |
| 4                                 | Marina Anissina / Gwendal Peizerat        | França           | 8.0    | 4   | 4   | 4  | 4  |
| 5                                 | Irina Romanova / Igor Yaroshenko          | Ucrânia          | 10.0   | 5   | 5   | 5  | 5  |
| 6                                 | Irina Lobacheva / Ilia Averbukh           | Rússia           | 12.0   | 6   | 6   | 6  | 6  |
| 7                                 | Elizabeth Punsalan / Jerod Swallow        | Estados Unidos   | 14.2   | 8   | 7   | 7  | 7  |
| 8                                 | Margarita Drobiazko / Povilas Vanagas     | Lituânia         | 16.2   | 9   | 8   | 8  | 8  |
| 9                                 | Kateřina Mrázová / Martin Šimeček         | República Tcheca | 17.6   | 7   | 9   | 9  | 9  |
| 10                                | Barbara Fusar-Poli / Maurizio Margaglio   | Itália           | 20.4   | 12  | 10  | 10 | 10 |
| 11                                | Sylwia Nowak / Sebastian Kowlasinski      | Polônia          | 22.0   | 10  | 12  | 11 | 11 |
| 12                                | Elizaveta Stekolnikova / Dmitri Kazarlyga | Cazaquistão      | 23.6   | 11  | 11  | 12 | 12 |
| 13                                | Kati Winkler / René Lohse                 | Alemanha         | 26.0   | 13  | 13  | 13 | 13 |
| 14                                | Renée Roca / Gorsha Sur                   | Estados Unidos   | 28.0   | 14  | 14  | 14 | 14 |
| 15                                | Chantal Lefebvre / Michel Brunet          | Canadá           | 30.6   | 16  | 17  | 15 | 15 |
| 16                                | Nakako Tsuzuki / Juris Razgulajevs        | Japão            | 33.2   | 17  | 18  | 17 | 16 |
| 17                                | Marika Humphreys / Phillip Askew          | Reino Unido      | 33.6   | 15  | 15  | 16 | 18 |
| 18                                | Allison MacLean / Konrad Schaub           | Austrália        | 34.6   | 18  | 16  | 18 | 17 |
| 19                                | Elena Grushina / Ruslan Goncharov         | Ucrânia          | 39.0   | 20  | 20  | 20 | 19 |
| 20                                | Barbara Piton / Alexandre Piton           | França           | 39.0   | 19  | 19  | 19 | 20 |
| 21                                | Agnes Jacquemard / Alexis Gayet           | França           | 42.0   | 21  | 21  | 21 | 21 |
| 22                                | Sarka Vondrkova / Luka Kral               | República Tcheca | 45.2   | 22  | 23  | 22 | 23 |
| 23                                | Galit Chait / Sergei Sakhanovsky          | Israel           | 46.2   | 24  | 25  | 24 | 22 |
| 24                                | Enikő Berkes / Endre Szentirmai           | Hungria          | 47.2   | 23  | 24  | 23 | 24 |
| Não avançaram para dança livre    |                                           |                  |        |     |     |    |    |
| 25                                | Cornelia Diener / Alexei Pospelov         | Suíça            |        | 25  | 22  | 25 |    |
| 26                                | Barbara Lynn Hanley / Vassil Serkov       | Estônia          |        | 29  | 27  | 26 |    |
| 27                                | Yuh-Shen Lai / Wei-Wen Lai                | Taipé Chinesa    |        | 27  | 29  | 27 |    |
| 28                                | Kaho Koinuma / Tigran Arakelian           | Armênia          |        | 26  | 26  | 29 |    |
| 29                                | Chantal Loyer / Justin Bell               | Austrália        |        | 28  | 28  | 28 |    |
| 30                                | Katri Kuusnuemi / Jamie Walker            | Finlândia        |        | 30  | 30  | 30 |    |
| Não avançaram para dança original |                                           |                  |        |     |     |    |    |
| 31                                | Maikki Uotila / Toni Mattila              | Finlândia        |        | 31  | 31  |    |    |
| 32                                | Anna Mosenkova / Dmitri Kurakin           | Estônia          |        | 32  | 32  |    |    |
| 33                                | Hee-Jin Kim / Hyun-Chul Kim               | Coreia do Sul    |        | 33  | 33  |    |    |

## Quadro de medalhas
| Ordem | País           | Medalha de ouro | Medalha de prata | Medalha de bronze |    | Ordem por total |
| ----- | -------------- | --------------- | ---------------- | ----------------- | -- | --------------- |
| 1     | Rússia         | 2               | 2                | 1                 | 5  | 1               |
| 2     | Estados Unidos | 2               |                  | 2                 | 4  | 2               |
| 3     | Alemanha       |                 | 1                |                   | 1  | 3               |
| 3     | China          |                 | 1                |                   | 1  | 3               |
| 5     | Canadá         |                 |                  | 1                 | 1  | 3               |
| TOTAL | TOTAL          | 4               | 4                | 4                 | 12 | —               |